# Маджак

Цитата з твору Аль-Мас'уді «Луки золота» в якій згадується Маджак, володар валінана

Маджак, Маджк, Маджл — легендарний правитель слов'янського міжплемінного об'єднання валінана (влінана), яке переважна більшість дослідників ототожнюють з волинянами.

## Писемні згадки

### Аль-Мас'уді
Двічі згадується в творі арабського історика аль-Мас'уді (бл. 947 або 948 року) «Луки золота й копальні самоцвітів» (в різних перекладах також: «Промивальні золота та копальні самоцвітів», «Золоті копальні і розсипи самоцвітів») або коротко «Луки золота»:

#### 1
Між ними (слов'янськими народами) є тільки один, при якому влада була споконвіку. Його володар називався Маджак. Цей народ називається валінана, і йому слідували здавна інші слов'янські племена та інші їхні царі його слухали.

І ці <язичники> розділяються на різні роди: з них рід, у якого з глибокої давнини була державність. Був у них цар, якого називали Маджк (Маджл). І цей рід називається в.линана. В давнину за цим родом йшла решта родів ас-сакаліба <за змістом: цей рід найбільше знатний з ас-сакаліба, так як в них вперше з'явилася державність>, бо саме в них <в.линана> був цар, і інші їх царі підпорядковувалися йому…

… до їх числа (належить) плем'я, в якого в давнину на початку віків була влада. Їх короля звали Мужек (Маджак). Це плем'я називається «валінана», і за цим племенем, бувало слідували у давнину всі племена слов'ян (сакаліба), так як головний король був в них, і всі королі (слов'ян) підкорювалися йому. Далі, за цим племенем знаходиться плем'я ободритів…

[Слов'яни] належать до різних племен, які ведуть між собою війни та мають над собою царів. Частина з них тримається християнської релігії, зокрема вчення яковітів. У іншої частини немає божественного писання й вони не тримаються жодного релігійного закону, адже взагалі нічого про такі закони не знають. Згадаємо ці племена.
Одне з племен колись у давнину мало царя, який називався Маджаком, а саме плем'я називалося валінана. У давнину це плем'я мало владу над усіма іншими слов'янами, адже мало свого царя, якому корилися царі всіх інших племен.

#### 2
Ми дали раніше оповідання про володаря, якому підкорялися в давньому часі їх володарі, тобто про Маджака, володаря валінана. Цей народ є одним з слов'янських народів найчистішої крові, його шанували високо між їхніми народами, і він міг покликатися на давні заслуги між ними

У ас-сакаліба багато родів і різновидів… Раніше ми згадали звістку про царя, якому підпорядкувалися всі їх царі в давнину, і це Маджк <цар> в.линана. І цей рід один корінь з коренів <тобто одна з головних династій> ас-сакаліба, шанований в їх родах. І це йде у них з давнини. Пізніше з'явились незгоди між їх родами, і щез їх порядок <ієрархія>. І їх роди стали ворожими один одному. Цар кожного їх роду є царем, як ми згадали, з їх царів, з причини, про яку довго розповідати.

… Ми вже раніше подавали відомості про короля, якому колись підлягали їхні (слов'ян) королі: це Мужек король валінана, а це плем'я — корінь з коренів слов'ян, яке шанується серед їхніх племен, і в нього була давня заслуга серед них. Потім розпалася згода між їхніми племенами, зникла їхня організація і їхні племена прийшли до занепаду…

Український археолог Олександр Овчінніков наводить також третю цитату арабського мандрівника, яку він своєю чергою запозичив у радянського сходознавця Андрія Ковалівського. Насправді згадана цитата є нічим іншим як перекрученою другою, з якої Олександр Овчінніков зробив висновок, що після смерті Маджака, його ім'я стало титулом для інших правителів. Як вважає археолог, під Маджаком заховалося спотворене слов'янське «мужик», відповідник германського імені Карл, а в самій розповіді аль-Мас'уді оповідається насправді про правителя франків Карла Великого. Однак версія не знаходить підґрунтя безпосередньо в джерелі, де валінана згадане серед язичницьких племен.

… Колись був до цього часу (тобто до 336 року (хіджри), король, що об'єднував їхніх королів, і йому, бувало, підлягали всі їхні племена, колись було його загальне ім'я (титул), що додавалося у загальній формі до (імені) кожного короля з їх (числа) — мужек. Потім зникло їхнє спільне прагнення і розпалася їхня згода, і (всі) їхні племена стали вболівати (за свої інтереси)…
І кожне плем'я поставило над собою короля…

Український археолог Микола Бандрівський співставив ім'я Маджака зі згадуваним в арабских джерелах «аль-маджус, які є ар-рус», що в 844 р. здійснило морський похід на іспанську Севілью і вважає, що обидві назви означали норманів-маніхеїв, оскільки у согдійців і уйгурів терміном «моджак» називалися єпископи маніхейської церкви.

### Ібн Якуб
Окремо набула поширення версія, що Маджак згадується в єврейського купця з Тортоси Ібрагіма ібн Якуба аль-Ізраіле аль ат-Туртузі (до 912/913 — після 966) під ім'ям Maha. Проте повідомлення єврейського купця дійшло до наших часів лише в переказах інших осіб. Тому, до прикладу, Олександр Овчінніков ідентифікував Магу з володарем племені лютичів.

## Мовознавча гіпотеза
Український мовознавець, професор Київського національного університету імені Тараса Шевченка Костянтин Тищенко сформулював версію щодо кельтської етимології імені Маджак, на цій підставі нав'язуючи паралелі з легендарним персонажем валлійського фольклору князем Мадоком.